# Segol
Segol (Hebreeuws: סֶגּוֹל) is één van de Hebreeuwse diakritische tekens (nikoed) die, voornamelijk in religieuze teksten, gebruikt wordt om klinkers weer te geven. Hiervoor wordt deze gebruikt om de e-klank /e/ aan te duiden.
In het Hebreeuws wordt naast segol een variant op dit teken gebruikt: chataf segol. Chataf segol (Hebreeuws: חֲטַף סֶגּוֹל) wordt weergegeven door middel van segol met daarnaast twee verticale stippen (sjwa). Deze combinatie zorgt in theorie voor een nog kortere e-klank, echter wordt er geen onderscheid meer gemaakt tussen de lengte van deze twee klanken in het moderne Hebreeuws.
Het Jiddisch maakt geen gebruik van segol, noch van chataf segol.